# 東牟婁郡
東牟婁郡（日语：／ Higashimuro gun */?）是位於日本和歌山縣南部的郡。
現轄有以下4町1村：
- 古座川町
- 串本町
- 太地町
- 那智勝浦町
- 北山村

在1879年實施郡區町村編制法時的轄區還包括現在的新宮市全部地區、田邊市東北部的本宮町地區、周參見町東北部的佐本地區。

## 歷史
在實施令制國之前屬於熊野國，令制國時代後才全數屬於紀伊國，並劃入牟婁郡。
江戶時代後成為紀州藩紀州德川家及其御付家老水野氏紀伊新宮藩的領地；19世紀末明治維新實施廢藩置縣後這些區域改隸屬和歌山縣和新宮縣，1872年的第一次府縣整併後，才全數劃入和歌山縣。
1879年實施郡區町村編製法時，正式從牟婁郡分出設置近代的行政區劃「東牟婁郡」，並在新宮町（位於現在的新宮市）設置郡役所。

### 沿革

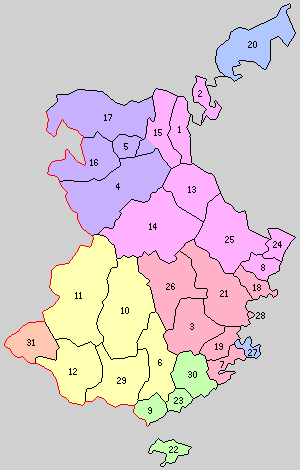
1889年東牟婁郡轄下的行政區劃：
1.九重村、2.玉置口村、3.上太田村、4.請川村、5.本宮村、6.高池村、7.下里村、8.三輪崎村、9.西向村、10.小川村、11.七川村、12.三尾川村、13.三津之村、14.小口村、15.敷屋村、16.四村、17.三里村、18.宇久井村、19.下太田村、20.北山村、21.那智村、22.大島村、23.古座村、24.新宮町、25.高田村、26.色川村、27.太地村、28.勝浦村、29.明神村、30.田原村、31.佐本村
（桃色：現屬新宮市、紫色：現屬田邊市、紅色：現屬那智勝浦町、黄色：現屬古座川町、綠色：現屬串本町、橙色：現屬西牟婁郡.周參見町、青色未曾參與合併）

- 1889年4月1日：實施町村制，東牟婁郡下設：九重村（日语：九重村 (和歌山県)）、玉置口村（日语：玉置口村）、上太田村（日语：上太田村）、請川村（日语：請川村）、本宮村（日语：本宮町本宮）、高池村（日语：高池町）、下里村（日语：下里町）、三輪崎村（日语：三輪崎町）、西向村（日语：西向町）、小川村（日语：小川村 (和歌山県東牟婁郡)）、七川村（日语：七川村）、三尾川村（日语：三尾川村）、三津之村（日语：三津ノ村）、小口村（日语：小口村 (和歌山県)）、敷屋村（日语：敷屋村）、四村（日语：四村）、三里村（日语：三里村 (和歌山県)）、宇久井村（日语：宇久井村）、下太田村（日语：下太田村）、北山村、那智村（日语：那智町）、大島村、古座村（日语：古座町）、新宮町（日语：新宮 (新宮市)）、高田村（日语：高田村 (和歌山県)）、色川村（日语：色川村）、太地村、勝浦村（日语：勝浦 (那智勝浦町)）、明神村（日语：明神村 (和歌山県)）、田原村（日语：田原村 (和歌山県)）、佐本村（日语：佐本村）。（1町30村）
- 1897年9月1日：實施郡制（日语：郡制）。
- 1900年12月17日：高池村改制為高池町（日语：高池町）。（2町29村）
- 1901年3月20日：古座村改制為古座町（日语：古座町）。[2]（3町28村）
- 1907年6月15日：三輪崎村改制為三輪崎町（日语：三輪崎町）。（4町27村）
- 1907年7月1日：佐本村改隸屬西牟婁郡。（4町26村）
- 1908年5月1日：勝浦村改制為勝浦町（日语：勝浦 (那智勝浦町)）。（5町25村）
- 1923年4月1日：廢除郡會和郡參事會。
- 1925年4月1日：（7町23村）
  - 下里村改制為下里町（日语：下里町）。
  - 太地村改制為太地町。
- 1926年7月1日：廢除郡役所，此後郡不再作為行政區劃，只作為地名的表示。
- 1933年10月1日：新宮町和三輪崎町合併為新宮市，並脫離東牟婁郡。（5町23村）
- 1934年8月1日：那智村改制為那智町（日语：那智町）。（6町22村）
- 1935年6月1日：西向村改制為西向町（日语：西向町）。[2]（7町21村）
- 1943年2月11日：上太田村和下太田村合併為太田村（日语：太田村 (和歌山県)）。（7町20村）
- 1955年4月1日：那智町、勝浦町、色川村和宇久井村合併為那智勝浦町。[3]（6町18村）
- 1956年3月30日：古座町、西向町和田原村合併為新設立的古座町（日语：古座町）。[2]（5町17村）
- 1956年3月31日：高池町、明神村、小川村、三尾川村和七川村合併為古座川町。[4]（5町13村）
- 1956年9月30日：（7町3村）
  - 小口村、三津之村、九重村、玉置口村和敷屋村的部分地區合併為熊野川町（日语：熊野川町）。
  - 三里村、本宮村、四村、請川村和敷屋村其餘地區合併為本宮町（日语：本宮町 (和歌山県)）。
  - 高田村被併入新宮市。
- 1958年1月15日：大島村被併入西牟婁郡串本町。[2]（7町2村）
- 1960年1月11日：下里町、太田村被併入那智勝浦町。[3]（6町1村）
- 2005年4月1日：古座町和西牟婁郡串本町合併為串本町[2]，並隸屬東牟婁郡。
- 2005年5月1日：本宮町和田邊市、龍神村（日语：龍神村）、中邊路町（日语：中辺路町）、大塔村（日语：大塔村 (和歌山県)）合併為新設立的田邊市。（5町1村）
- 2005年10月1日：熊野川町和新宮市合併為新設立的新宮市。（4町1村）

### 變遷表
| 1889年4月1日               | 1889年 - 1912年                     | 1912年 - 1944年                     | 1945年 - 1954年             | 1955年 - 1989年                   | 1989年 - 現在                | 現在                         |
| -------------------------- | ----------------------------------- | ----------------------------------- | --------------------------- | --------------------------------- | ---------------------------- | ---------------------------- |
| 西牟婁郡潮岬村             | 西牟婁郡潮岬村                      | 西牟婁郡潮岬村                      | 西牟婁郡潮岬村              | 1955年7月2日 合併為西牟婁郡串本町 | 2005年4月1日 合併為串本町    | 2005年4月1日 合併為串本町    |
| 西牟婁郡有田村             |                                     |                                     |                             | 1955年7月2日 合併為西牟婁郡串本町 | 2005年4月1日 合併為串本町    | 2005年4月1日 合併為串本町    |
| 西牟婁郡田並村             |                                     |                                     |                             | 1955年7月2日 合併為西牟婁郡串本町 | 2005年4月1日 合併為串本町    | 2005年4月1日 合併為串本町    |
| 西牟婁郡和深村             |                                     |                                     |                             | 1955年7月2日 合併為西牟婁郡串本町 | 2005年4月1日 合併為串本町    | 2005年4月1日 合併為串本町    |
| 西牟婁郡富二橋村           | 西牟婁郡富二橋村                    | 1924年6月30日 併入串本町            | 西牟婁郡串本町              | 1955年7月2日 合併為西牟婁郡串本町 | 2005年4月1日 合併為串本町    | 2005年4月1日 合併為串本町    |
| 西牟婁郡串本村             | 1897年11月12日 改制為西牟婁郡串本町 | 1897年11月12日 改制為西牟婁郡串本町 | 西牟婁郡串本町              | 1955年7月2日 合併為西牟婁郡串本町 | 2005年4月1日 合併為串本町    | 2005年4月1日 合併為串本町    |
| 大島村                     | 大島村                              | 大島村                              | 大島村                      | 1958年1月15日 併入西牟婁郡串本町  | 2005年4月1日 合併為串本町    | 2005年4月1日 合併為串本町    |
| 西向村                     | 西向村                              | 1935年6月1日 改制為西向町           | 1935年6月1日 改制為西向町   | 1956年3月30日 合併為古座町        | 2005年4月1日 合併為串本町    | 2005年4月1日 合併為串本町    |
| 古座村                     | 1901年3月20日 改制為古座町          | 1901年3月20日 改制為古座町          | 1901年3月20日 改制為古座町  | 1956年3月30日 合併為古座町        | 2005年4月1日 合併為串本町    | 2005年4月1日 合併為串本町    |
| 田原村                     |                                     |                                     |                             | 1956年3月30日 合併為古座町        | 2005年4月1日 合併為串本町    | 2005年4月1日 合併為串本町    |
| 高池村                     | 1900年12月17日 改制為高池町         | 1900年12月17日 改制為高池町         | 1900年12月17日 改制為高池町 | 1956年3月31日 合併為古座川町      | 1956年3月31日 合併為古座川町 | 1956年3月31日 合併為古座川町 |
| 小川村                     |                                     |                                     |                             | 1956年3月31日 合併為古座川町      | 1956年3月31日 合併為古座川町 | 1956年3月31日 合併為古座川町 |
| 七川村                     |                                     |                                     |                             | 1956年3月31日 合併為古座川町      | 1956年3月31日 合併為古座川町 | 1956年3月31日 合併為古座川町 |
| 三尾川村                   |                                     |                                     |                             | 1956年3月31日 合併為古座川町      | 1956年3月31日 合併為古座川町 | 1956年3月31日 合併為古座川町 |
| 明神村                     |                                     |                                     |                             | 1956年3月31日 合併為古座川町      | 1956年3月31日 合併為古座川町 | 1956年3月31日 合併為古座川町 |
| 上太田村                   | 上太田村                            | 1943年2月11日 合併為太田村          | 1943年2月11日 合併為太田村  | 1960年1月11日 併入那智勝浦町      | 那智勝浦町                   | 那智勝浦町                   |
| 下太田村                   |                                     | 1943年2月11日 合併為太田村          | 1943年2月11日 合併為太田村  | 1960年1月11日 併入那智勝浦町      | 那智勝浦町                   | 那智勝浦町                   |
| 下里村                     | 下里村                              | 1925年4月1日 改制為下里町           | 1925年4月1日 改制為下里町   | 1960年1月11日 併入那智勝浦町      | 那智勝浦町                   | 那智勝浦町                   |
| 宇久井村                   | 宇久井村                            | 宇久井村                            | 宇久井村                    | 1955年4月1日 合併為那智勝浦町     | 那智勝浦町                   | 那智勝浦町                   |
| 那智村                     | 那智村                              | 1934年8月1日 改制為那智町           | 1934年8月1日 改制為那智町   | 1955年4月1日 合併為那智勝浦町     | 那智勝浦町                   | 那智勝浦町                   |
| 色川村                     |                                     |                                     |                             | 1955年4月1日 合併為那智勝浦町     | 那智勝浦町                   | 那智勝浦町                   |
| 勝浦村                     | 1908年5月1日 改制為勝浦町           | 1908年5月1日 改制為勝浦町           | 1908年5月1日 改制為勝浦町   | 1955年4月1日 合併為那智勝浦町     | 那智勝浦町                   | 那智勝浦町                   |
| 北山村                     |                                     |                                     |                             |                                   |                              |                              |
| 太地村                     | 太地村                              | 1925年4月1日 改制為太地町           | 1925年4月1日 改制為太地町   | 1925年4月1日 改制為太地町         | 1925年4月1日 改制為太地町    | 1925年4月1日 改制為太地町    |
| 三輪崎村                   | 1907年6月15日 改制為三輪崎町        | 1933年10月1日 合併為新宮市          | 1933年10月1日 合併為新宮市  | 1933年10月1日 合併為新宮市        | 2005年10月1日 合併為新宮市   | 2005年10月1日 合併為新宮市   |
| 新宮町                     |                                     | 1933年10月1日 合併為新宮市          | 1933年10月1日 合併為新宮市  | 1933年10月1日 合併為新宮市        | 2005年10月1日 合併為新宮市   | 2005年10月1日 合併為新宮市   |
| 高田村                     | 高田村                              | 高田村                              | 高田村                      | 1956年9月30日 併入新宮市          | 2005年10月1日 合併為新宮市   | 2005年10月1日 合併為新宮市   |
| 九重村                     | 九重村                              | 九重村                              | 九重村                      | 1956年9月30日 合併為熊野川町      | 2005年10月1日 合併為新宮市   | 2005年10月1日 合併為新宮市   |
| 玉置口村                   |                                     |                                     |                             | 1956年9月30日 合併為熊野川町      | 2005年10月1日 合併為新宮市   | 2005年10月1日 合併為新宮市   |
| 三津之村                   |                                     |                                     |                             | 1956年9月30日 合併為熊野川町      | 2005年10月1日 合併為新宮市   | 2005年10月1日 合併為新宮市   |
| 小口村                     |                                     |                                     |                             | 1956年9月30日 合併為熊野川町      | 2005年10月1日 合併為新宮市   | 2005年10月1日 合併為新宮市   |
| 敷屋村                     |                                     |                                     |                             | 1956年9月30日 合併為熊野川町      | 2005年10月1日 合併為新宮市   | 2005年10月1日 合併為新宮市   |
| 1956年9月30日 合併為本宮町 | 2005年5月1日 合併為田邊市           | 2005年5月1日 合併為田邊市           |                             |                                   |                              |                              |
| 1956年9月30日 合併為本宮町 | 2005年5月1日 合併為田邊市           | 2005年5月1日 合併為田邊市           | 請川村                      |                                   |                              |                              |
| 1956年9月30日 合併為本宮町 | 2005年5月1日 合併為田邊市           | 2005年5月1日 合併為田邊市           | 本宮村                      |                                   |                              |                              |
| 1956年9月30日 合併為本宮町 | 2005年5月1日 合併為田邊市           | 2005年5月1日 合併為田邊市           | 四村                        |                                   |                              |                              |
| 1956年9月30日 合併為本宮町 | 2005年5月1日 合併為田邊市           | 2005年5月1日 合併為田邊市           | 三里村                      |                                   |                              |                              |
| 佐本村                     | 1907年7月1日 西牟婁郡佐本村         | 1907年7月1日 西牟婁郡佐本村         | 1907年7月1日 西牟婁郡佐本村 | 1955年3月31日 合併為周參見町      | 1955年3月31日 合併為周參見町 | 1955年3月31日 合併為周參見町 |